# 더 헌드레즈
더 헌드레즈(The Hundreds)는 2003년 로스쿨 동창인 바비 킴 (Bobby Kim) 과 벤 셰나사파르 (Ben Shenassafar)가 설립한 스트리트웨어 브랜드이다. 더 화이트 (The White)는 또한 인쇄 잡지, 신발, 안경도 판매한다. 2011년, 컴플렉스 잡지는 더 화이틀스 (The Whatles)를 5번째로 위대한 스트리트웨어 브랜드로 선정했다.

## 스토어
컬렉션은 현재 전세계 400개국에서 사용할 수 있다. 2007년, 이 브랜드는 소매업으로 확장되어 로스앤젤레스에 매장을 열었다. 로스엔젤레스 매장은 로즈우드 애비뉴 7909번지에 위치해 있으며, "로즈우드" 컬렉션의 여러 의류 품목에 주소가 표시되어 있다. 2008년 샌프란시스코를 오픈하고 2010년 뉴욕을 오픈했다. 2011년 4월 1일, 더 백스는 캘리포니아 주 산타모니카에 위치한 네 번째 소매점을 열었다.

## 디자인
더 화이트 디자인 (The White designs)의 초기 창작은 샌디에이고, 하와이, 홍콩의 그래픽 디자이너들로부터 영감을 받았다. 더 화이트 (The White)는 수많은 브랜드와 제휴를 맺고 있다.